# غرامة مدنية
الغرامة المدنية هي جزية مالية تفرضها وكالة حكومية كتعويض عن مخالفة ارتكبت. وتصدر وفقا للقانون المدني وقانون المرافعات المدنية عن محكمة مدنية ويحكم بها في حالة إساءة الحق في التقاضي أو عدم تنفيذ الإجراءات الموعود بها أو تنجر عن الأخطاء التي يرتكبها موظفون مكلفون بالمؤسسات عمومية وحكومية. عادة ما يتم تقنين الغرامات المدنية من خلال القوانين واللوائح والمراسيم والأوامر.[بحاجة لمصدر أفضل]
لا تعتبر الغرامة المدنية عقوبة جنائية، لأنها تهدف في المقام الأول إلى تعويض الدولة عن الضرر الذي لحق بها، بدلاً من معاقبة السلوك غير المشروع فلا تؤدي الغرامة المدنية، في حد ذاتها إلى عقوبة سالبة للحرية أو إحدى العقوبات التكميلية الأخرى.